# Gliniany (gmina)
Gliniany – dawna gmina wiejska w powiecie przemyślańskim województwa tarnopolskiego II Rzeczypospolitej. Siedzibą gminy było miasto Gliniany, które stanowiło odrębną gminę miejską (podczas okupacji 1941–44 pozbawione praw miejskich i włączone do gminy).
Gminę utworzono 1 sierpnia 1934 r. w ramach reformy na podstawie ustawy scaleniowej z dotychczasowych gmin wiejskich: Jaktorów, Krzywice, Poluchów Wielki, Przegnojów, Rozworzany, Słowita, Zamoście i Żeniów.
Po wybuchu II wojny światowej okupowana przez ZSRR. W 1941 roku przejęta przez władze hitlerowskie, którzy włączyli ją do powiatu złoczowskiego w dystrykcie Galicja w Generalnym Gubernatorstwie. Tam do gminy dołączono pozbawione praw miejskich Gliniany.
Po wojnie obszar gminy został odłączony od Polski i włączony do Ukraińskiej SRR w ZSRR.